# Колейная война
Колейная война (англ. Gauge War) — конкуренция за контроль над новыми территориями между железнодорожными компаниями Великобритании в девятнадцатом веке, инструментом которой стало использование Стефановской или широкой колеи. В результате противостояния более узкая Стефановская колея шириной 1435 мм была принята в качестве стандарта.
Колейная война может считаться одной из первых войн форматов между двумя похожими, но несовместимыми технологиями.

## Истоки
Great Western Railway ввела на своих железных дорогах широкую колею 2134 мм, в то время как конкурирующие железнодорожные компании использовали узкую колею 1435 мм . Планируя расширение железнодорожной сети, компании искали способы единолично присутствовать в регионах страны, избавившись от конкурентов. Выбор колеи позволял этого достичь, поэтому вокруг каждого формата сформировались противоборствующие группы.
Проектируемые железнодорожные линии требовали разрешения парламента, которым обычно устанавливалась и ширина колеи. Если лини строилась независимо, это выбор определял, с какой из крупных компаний в дальнейшем будет развиваться сотрудничество. В дальнейшем это отражалось не только на непосредственно проектируемой линии, но и на других, более удалённых территориях, которые переходили под контроль той или иной группы.

## Решение
Использование линий разной ширины колеи приводило в снижению эффективности перевозок, когда на местности встречались несовместимые пути и становилась необходима дорогостоящая и длительная перевалка грузов. В раннюю эру железных дорог предлагались различные альтернативы перевалке включая роллбоки, транспортировочные вагоны, совмещённую колею, контейнеризацию или раздвижные колёсные пары. Однако во время колейной войны 1840-х годов ни один из вариантов не был реализован.
Для решения вопроса была создана Королевская комиссия, на основании доклада которой был принят Законе о регулировании ширины колеи на железных дорогах 1846 года, который предписывал использование узкой колеи 1435 мм для всех новых железных дорог, за исключением юго-запада Англии и некоторых линий в Уэльсе. Строительство новых линий широкой колеи по-прежнему было законным, если парламент разрешал сделать исключение. В результате широкая колея продолжала использоваться на западе Англии еще несколько десятилетий.